# David Gilmour (escritor)
David Gilmour (Toronto, 1949) é um escritor e jornalista televisivo canadense.
Trabalhou para o Festival Internacional de Cinema de Toronto antes de iniciar sua carreira na televisão, como crítico de cinema na Canadian Broadcasting Corporation (CBC). Protagonizou o talk show da CBC Newsworld, Gilmour on the Arts, ganhador do Gemini Awards.
Publicou os romances Back on Tuesday, How Boys See Girls, An Affair with the Moon, Lost Between Houses e A Perfect Night to Go to China, que venceu a premiação de ficção canadense Governor-General's Award de 2005.
Seu mais novo livro, O Clube do Filme (Brasil)/O Clube do Cinema (Portugal), que fala sobre sua vida quando deixou seu filho Jesse parar de estudar e assistir três filmes a cada semana com ele. No Brasil, foi distribuído pela Editora Intrínseca e em Portugal pela editora Pergaminho.